# های پرری
های پرری (به انگلیسی: High Prairie) یک منطقهٔ مسکونی در کانادا است که در آلبرتا واقع شده‌است.های پرری ۲٬۵۶۴ نفر جمعیت دارد و ۵۹۵ متر بالاتر از سطح دریا واقع شده‌است.